# Dicranota punctipennis
Dicranota (Rhaphidolabis) punctipennis là một loài ruồi trong họ Pediciidae. Chúng phân bố ở vùng sinh thái Palearctic.